# Epidendrum examinis
Epidendrum examinis är en orkidéart som beskrevs av S.Rosillo. Epidendrum examinis ingår i släktet Epidendrum och familjen orkidéer. Inga underarter finns listade i Catalogue of Life.